# Joe Perry
Joe Perry (n. 13 august 1974, Wisbech, Anglia, Regatul Unit) este un jucător englez de snooker retras din activitate.   
A atins locul 8 mondial în decembrie 2016, aceasta fiind cea mai bună clasare din cariera sa. Perry a câștigat două turnee de clasament în carieră (Players Tour Championship Finals din 2018 și Openul Galez în 2022). A mai disputat alte patru finale, toate pierdute. În aprilie 2025, Perry a anunțat că se retrage din activitate după ediția 2025 a Campionatului Mondial.